# Cytospora euonymi
Cytospora euonymi är en svampart som beskrevs av Cooke 1885. Cytospora euonymi ingår i släktet Cytospora och familjen Valsaceae.   Inga underarter finns listade i Catalogue of Life.